# 薩卡頓 (亞利桑那州)
薩卡頓（英語：Sacaton）是位於美國亞利桑那州皮納爾縣的一個人口普查指定地區。根據2010年美國人口普查，該地人口為1584人，而該地的面積約為21.03平方千米。

## 地理
薩卡頓的座標為33°04′48″N 111°44′45″W / 33.08000°N 111.74583°W，而該地最高點為海拔高度391米（即1283英尺）。